# Athens (Nueva York)
Athens es un pueblo ubicado en el condado de Greene en el estado estadounidense de Nueva York. En el año 2000 tenía una población de 3991 habitantes y una densidad poblacional de 58.9 personas por km².

## Geografía
Athens se encuentra ubicado en las coordenadas 42°16′7″N 73°48′20″O / 42.26861, -73.80556.

## Demografía
Según la Oficina del Censo en 2000 los ingresos medios por hogar en la localidad eran de $39 719, y los ingresos medios por familia eran $43 672. Los hombres tenían unos ingresos medios de $33 913 frente a los $22 316 para las mujeres. La renta per cápita para la localidad era de $20 910. Alrededor del 8.7% de la población estaban por debajo del umbral de pobreza.

## Curiosidades
Athens aparece en la película de Steven Spielberg La guerra de los mundos, ya que los protagonistas llegan a esta ciudad y toman un transbordador o ferry para cruzar el río Hudson.